# Ejnar Nielsen
Ejnar Nielsen, född 9 juli 1872, död 21 juli 1956, var en dansk målare.
Nielsen var professor vid Köpenhamns konstakademi 1920–1929. Hans måleri dominerades särskilt under den tidigare perioden fram till sekelskiftet av en pessimism, som fick uttryck i monumentala figurframställningar, skildrande inte så mycket den enskilda människan utan mera de livsnedbrytande makterna, lidandet, ålderdomen och döden. Dessa mestadels i den jylländska byn Gjern målade bilderna, bland annat Den sjuka flickan (1896, Kunstmuseet, Köpenhamn), Den blinda flickan (1898, Den Hirschsprungske Samling, Köpenhamn) och Döden och krymplingen (1898–1899, Thielska galleriet) är gripande storlinjiga kompositioner med efter hand ökad stilisering och med asketisk, mot svart och grått tenderande färg. Från början påverkad av Vilhelm Hammershøi, vars melankoli Nielsen omsatt i en mer dramatisk ångestfylld stil, mottog han vid sekelskiftet inflytande från Pierre Puvis de Chavannes, såsom i det ljusa i rent dekorativt syfte målade dubbelporträttet av en skulptör och hans hustru på en parisisk balkong (1901). Det musikaliska linjeflödet åtstramades efter kontakt med Italiens quattrocentfresker i helfigursbilden Den havande (1903, Göteborgs konstmuseum) och vägen gick senare över det sakrala stilporträttet som hans porträtt av Ellen Key (1907, Nationalmuseum) mot att arbeta med fresker och mosaik.

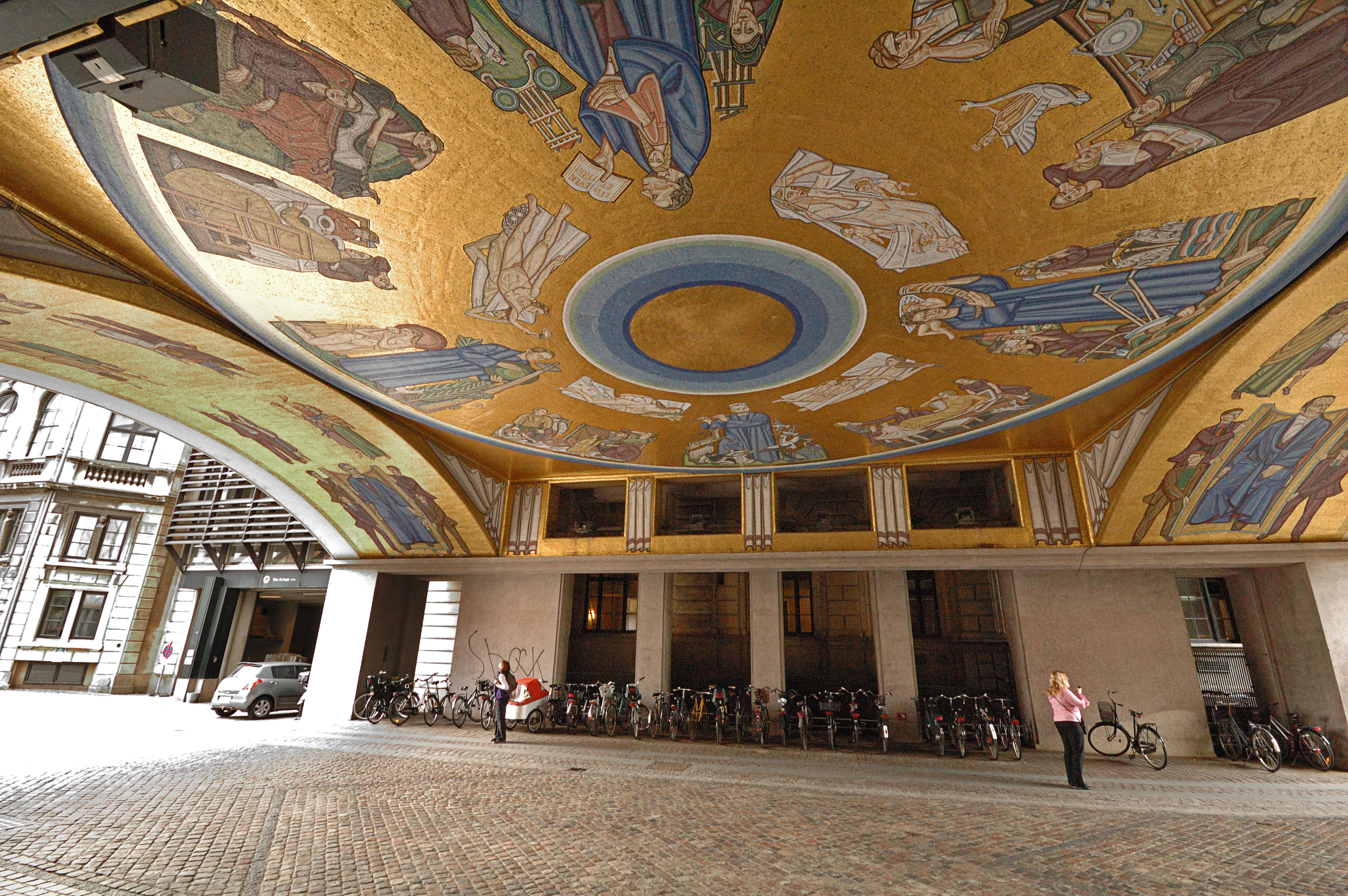
Mosaiken under Stærekassen.

En mosaikdekoration av passagen under radiosymfonibyggnaden, senare Stærekassen vid Det Kongelige Teater, i Köpenhamn påbörjades 1934. Bland Nielsens övriga målningar märks aktstudier med genomträngande detaljteckning och naturalistiska landskapsstudier. Nielsen är representerad vid bland annat Göteborgs konstmuseum.